# Distrito de Brăila
Brăila es un distrito (judeţ) ubicado en el este de Rumanía, en el nordeste de la región histórica de Valaquia, la ciudad capital es Brăila (población: 234.201 habitantes).

## Distritos vecinos
- Distrito de Tulcea por el este.
- Distrito de Buzău por el oeste.
- Distritos de Galaţi y Vrancea por el norte.
- Distritos de Ialomiţa y Constanţa por el sur.

## Demografía
En 2000, el distrito tenía una población de 388.816 habitantes, y una densidad de 82 habitantes/km².
Un 98% de la población es de origen rumano. La principal minoría la constituyen los rromas (gitanos). También se encuentran rusos, lipovanos, arumanos y otros.
| Año  | Población |
| ---- | --------- |
| 1948 | 271.251   |
| 1956 | 297.276   |
| 1966 | 339.954   |
| 1977 | 377.954   |
| 1992 | 392.031   |
| 2002 | 373.174   |

## Geografía
El distrito tiene un área total de 4.766 km². Se extiende a través de la baja Llanura de Bărăgan, una de las principales regiones de cultivo de cereales en Rumanía. 
En el Este corre el río Danubio, que forma la Gran Isla de Brăila, rodeada por los canales de  Măcin, Cremenea y Valciu. En la región norte corre el río Siret y en el noroeste el río Buzău.

## Economía
La agricultura es la principal actividad económica del distrito. Las industrias se concentran casi totalmente alrededor de la ciudad de Brăila.
Las principales actividades industriales son:
- La industria alimenticia.
- La industria textil.
- La industria de los componentes mecánicos.

En la ciudad de Brăila se encuentra un puerto importante que llegó a ser el mayor puerto de cereales de Rumanía. 

## Turismo
Las principales atracciones turísticas son:
- La ciudad de Brăila.
- La estación turística del Lacu Sărat (Lago Salado).

## División administrativa
El distrito tiene una ciudad con estatus de municipiu, 3 ciudades con estatus de oraș y 40 comunas.

### Ciudades con estatus demunicipiu
- Brăila – capital, población: 210.400 (datos de 2007)

### Ciudades con estatus deoraș
- Făurei
- Ianca
- Însurăţei

### Comunas
- Bărăganul
- Berteştii de Jos
- Bordei Verde
- Cazasu
- Chiscani
- Ciocile
- Cireşu
- Dudeşti
- Frecăţei
- Galbenu
- Gemenele
- Grădiştea
- Gropeni
- Jirlău
- Măraşu
- Măxineni
- Mircea Vodă
- Movila Miresii
- Racovița
- Râmnicelu
- Romanu
- Roşiori
- Salcia Tudor
- Scorţaru Nou
- Siliştea
- Stăncuţa
- Surdila-Găiseanca
- Surdila-Greci
- Şuţeşti
- Tichileşti
- Traian
- Tudor Vladimirescu
- Tufeşti
- Ulmu
- Unirea
- Vădeni
- Victoria
- Vişani
- Viziru
- Zăvoaia